# David Toms
David Wayne Toms (Monroe, Louisiana, 4 januari 1967) is een professioneel golfer uit de Verenigde Staten. Hij speelt op de Amerikaanse PGA Tour en heeft ruim 175 weken in de top-10 van de Official World Golf Ranking gestaan tussen 2001 en 2006.
Als jongen speelde David Toms veel honkbal maar in 1984 won hij al het Junior World Golf Championship voor spelers van 15-17 jaar. Na zijn schooltijd op de Airline High School in Bossier City, Louisiana, studeerde hij aan de Louisiana State University in Baton Rouge.

## Professional
Toms werd in 1992 professional. Sinds hij in 1995 twee toernooien op de NIKE Tour won, speelt hij op de PGA Tour. In 2001 won hij het PGA Championship op de Atlanta Athletic Club met een score van 265, nog steeds een record voor een Major-overwinning.

### Gewonnen

#### Nationwide Tour
- 1995: NIKE Greater Greenville Classic (-21) na play-off tegen Tom Scherrer, NIKE Wichita Open na play-off tegen E.J. Pfister

#### PGA Tour
- 1997: Quad City Classic (-23)
- 1999: Sprint International (47 Pts.), Buick Challenge (-17)
- 2000: Michelob Championship op Kingsmill -13 na play-off  tegen Mike Weir
- 2001: Compaq Classic of New Orleans (-22), PGA Championship (-15), Michelob Championship op Kingsmill (-15)
- 2003: Wachovia Championship (-10), FedEx St. Jude Classic (-20)
- 2004: FedEx St. Jude Classic (-16)
- 2005: WGC-Accenture Match Play Championship 6&5 van Chris DiMarco
- 2006: Sony Open in Hawaii (-19)
- 2011: Crowne Plaza Invitational at Colonial

#### Elders
- 1999: Hassan II Golf Trofee
- 2009: CVS Caremark Charity Classic (met Nick Price)

### Teams
- Ryder Cup: 2002, 2004, 2006
- Presidents Cup: 2003 (tie), 2005 (winnaars), 2007 (winnaars)
- World Cup: 2002